# 苏尔茨贝格
苏尔茨贝尔格是德国巴伐利亚州的一个市镇。总面积41.00平方公里，总人口4685人，其中男性2379人，女性2306人（2011年12月31日），人口密度114人/平方公里。